# Monster på jobbet
Monster på jobbet (engelska: Monsters at Work) är en animerad TV-serie från 2021. Serien är en uppföljare till filmen Monsters, Inc. (2001) och hade global premiär den 7 juli 2021 på streamingtjänsten Disney+. I Sverige fick serien premiär den 25 augusti istället för i juli som  för resten av världen. Säsong 2 hade premiär på Disney Channel den 5 april 2024 och på Disney+ den 5 maj samma år.

## Handling
Serien utspelar sig sex månader efter Monsters, Inc. och handlar om hur monster får energi från barns skratt istället för deras skrik.

## Rollista (i urval)
| Roll                       | Engelsk röst    | Svensk röst               |
| -------------------------- | --------------- | ------------------------- |
| James P. "Sulley" Sullivan | John Goodman    | Leif Andrée               |
| Mike Wazowski              | Billy Crystal   | Jonas Bergström           |
| Tylor Tuskmon              | Ben Feldman     | Mikael Regenholz          |
| Fröken Flint               | Bonnie Hunt     | Isabelle Moreau           |
| Val Little                 | Mindy Kaling    | Norea Sjöquist            |
| Duncan                     | Lucas Neff      | Anton Lundqvist           |
| Fritz                      | Henry Winkler   | Oscar Harryson            |
| Katherine "Cutter" Sterns  | Alanna Ubach    | Ayla Kabaca               |
| Needleman och Smitty       | Stephen Stanton | Roger Storm               |
| Rose och Rosie             | Bob Peterson    | Charlotte Ardai Jennefors |
| Celia Mae                  | Jennifer Tilly  | Vanna Rosenberg           |

## Avsnitt
| #  | Originaltitel                       | Originalsändning | Svensk titel                            | Svensk sändning   |
| -- | ----------------------------------- | ---------------- | --------------------------------------- | ----------------- |
| 1  | "Welcome to Monsters, Incorporated" | 7 juli 2021      | "Välkommen till Monsters, Incorporated" | 25 augusti 2021   |
| 2  | "Meet MIFT"                         | 7 juli 2021      | "Detta är MIFT"                         | 25 augusti 2021   |
| 3  | "The Damaged Room"                  | 14 juli 2021     | "Det skadade rummet"                    | 1 september 2021  |
| 4  | "The Big Wazowskis"                 | 21 juli 2021     | "Big Wazowskis"                         | 8 september 2021  |
| 5  | "The Cover Up"                      | 28 juli 2021     | "Mörkläggningen"                        | 15 september 2021 |
| 6  | "The Vending Machine"               | 4 augusti 2021   | "Varuautomaten"                         | 22 september 2021 |
| 7  | "Adorable Returns"                  | 11 augusti 2021  | "Snömannens återkomst"                  | 29 september 2021 |
| 8  | "Little Monsters"                   | 18 augusti 2021  | "Minimonsterdagen"                      | 6 oktober 2021    |
| 9  | "Bad Hair Day"                      | 25 augusti 2021  | "Det hänger på håret"                   | 13 oktober 2021   |
| 10 | "It's Laughter They're After"       | 1 september 2021 | "Det är skratt de vill ha fatt"         | 2 oktober 2021    |